# Rzezawa
Rzezawa ist ein Dorf im Powiat Bocheński der Woiwodschaft Kleinpolen in Polen. Es ist Sitz der gleichnamigen Landgemeinde mit etwas mehr als 11.100 Einwohnern.

## Geographie
Rzezawa liegt 41 km östlich von Krakau und 7 km westlich von Brzesko. Durch den Ort fließt der Fluss Gróbka.

## Geschichte
Kasimir der Große beschloss 1350 die Gründung der drei Orte Rzezawa, Jodłówka und Borka. Im Mai desselben Jahres veranlasste er auch den Bau einer Kirche in Zyrawie (Rzezawa).
Von 1975 bis 1998 gehörte das Dorf zur Woiwodschaft Tarnów.

## Gemeinde

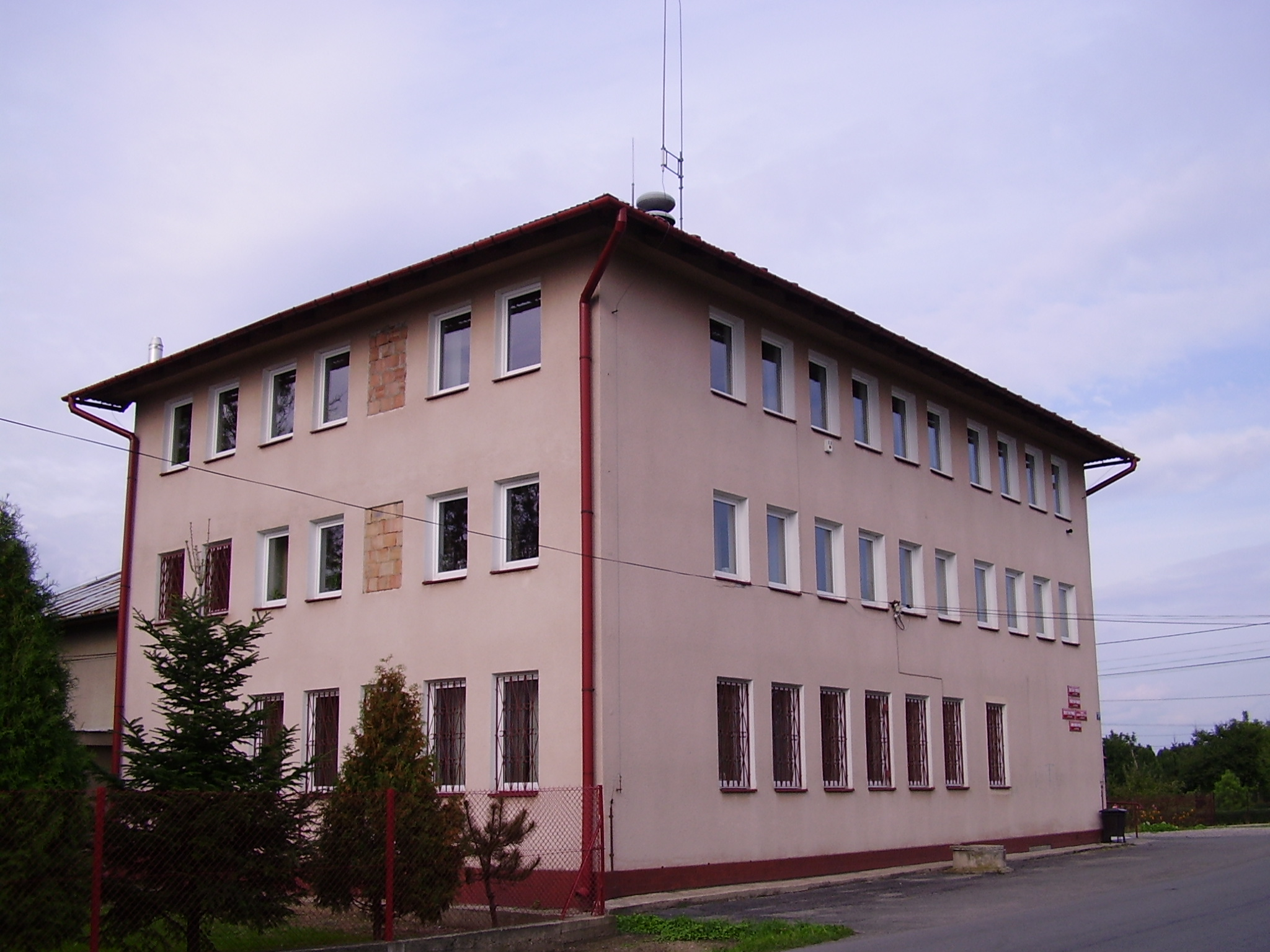
Sitz der Gemeinde

Die Landgemeinde (gmina wiejska) hat eine Flächenausdehnung von 85,48 km² und zu ihr gehören elf Dörfer mit Schulzenämtern.

### Verkehr
Der Haltepunkt Rzezawa liegt an der Bahnstrecke Krakau–Rzeszów.